# 陳漢典
陳漢典（英語：Hank Chen，1984年7月6日—），綽號為典哥，臺灣模仿藝人、演員、主持人、歌手。

## 演藝生涯
陳漢典曾擔任大學熱舞社社長。經歷四個月三階的《全民大悶鍋》模王選拔活動，2006年8月1日截止後由製作單位及網友共同票選出第一名，成為《全民大悶鍋》的簽約藝人。但真正讓陳漢典廣為觀眾認識的契機則是在2007年起開始為《康熙來了》擔任助理主持，並在節目中模仿公眾人物而開始廣為人知。之後，陳漢典亦與多位大咖明星合作多部電影，晉升為電影演員，更在《愛的麵包魂》擔綱男主角。
2013年，陳漢典擔任《綜藝大熱門》節目主持，之後分別於2015年、2017年和2019年三度入圍金鐘獎「綜藝節目主持人獎」。2018年11月7日，他推出首張個人音樂作品《先不要》，演藝事業橫跨主持、戲劇、電影及歌唱。
陳漢典師承郭子乾，模仿過諸多公眾人物，包括蔡康永、陳慧嫻、小S、徐乃麟、李四端、趙正平、蔡頭、任爸、阿基師、Dennis、王力宏、趙又廷、范冰冰、韓庚、法拉利姐、沈玉琳、林龍、曹西平、陽帆、葉復台、林飛帆、利菁、戴立綱、許雅鈞（小S丈夫）、汪小菲（大S前夫）、庾澄慶、曾國城、黃立成、黃立行、陳致中、Kimiko、拓也哥和林斯肯等人，而他第一位公開模仿的對象是張國志。
2023年10月20日，陳漢典與吳宗憲、Lulu（黃路梓茵）以「綜藝大熱門」摘下第58屆金鐘獎綜藝節目主持人獎，同時也是陳漢典出道18年首度獲獎。

## 個人生活

### 自行車手
陳漢典也是一位業餘公路自行車手，2011年以摩托車環島後，收到曾經自行車環島的庾澄慶的挑戰，2012年10月自行車台灣環島行成功後，2012年11月10日參加臺灣自行車登山王挑戰  他以 4:31:52，到了在第四關 - 碧綠神木，在 2150米被封關，無緣挑戰最後到武嶺的「天堂路」。
2013年6月16日，他參加中華民國自行車騎士協會所舉辦的全國俱樂部聯賽第七站環府城自行車大賽，以4:32:18，在關門前的兩分鐘抵達終點。同年，更達到大禹嶺，是離終點前的最後兩關。2014年1月4日，自行車騎士協會更特別頒了一個最佳精神獎給陳漢典，因為他的正式自行車資歷尚淺，但勇於挑戰高難度攀山比賽。
陳漢典也被戲劇搭檔謝怡芬激勵挑戰馬拉松比賽。在2013年7月7日，他以2小時15分23秒跑完黃金海岸21K半馬拉松。

### 感情生活
陳漢典曾與女藝人愷樂和邱慧雯傳出緋聞。然而2013年，被拍到跟已經交往兩年的圈外女友開房，打破與愷樂間的緋聞。2013年12月，陳漢典承認10月已經分手。

## 主持節目
| 頻道                            | 節目名稱                          | 備註 |
| ------------------------------- | --------------------------------- | --- |
| 中天綜合台/中天娛樂台           | 《全民大悶鍋》                    | 第一屆校園選秀模王獎 單元劇《張國志人市分析師》（飾演「張國字」）、《總統府就是你家》、《秘書長的微笑》、《阿洪之聲》等 |
| 中視                            | 《超級星光大道》                  | 星光閃耀賀新春（新年特別節目）                                                                                          |
| 中視                            | 《漢寶開賣啦 CAMERA》             | 與曾寶儀共同主持 |
| 中視                            | 《我猜我猜我猜猜猜》              | 代班主持人，與安心亞共同主持                                                                                            |
| 中天綜合台                      | 《全民最大黨》                    | 單元劇《施主席的哄趴》、《藍綠蜘蛛網》等及小劇場演員                                                                    |
| 中天綜合台                      | 《康熙來了》                      | 助理主持人 |
| 中天綜合台                      | 《穿越康熙》                      | 主持人 |
| 東森幼幼台                      | 《MOFA藝起GO》                    | 與柳翰雅共同主持 |
| 東森幼幼台/超視                 | 《嘻遊記》 （前稱《Yoyo嘻遊記》） | 與蝴蝶姐姐共同主持 |
| 江蘇衛視                        | 《時刻準備著》                    | [ 10 ] |
| 愛奇藝                          | 《愛GO了沒》                      | 與金星娛樂合作，網絡節目主持人                                                                                          |
| 中天綜合台                      | 《全民大新聞》                    | |
| TVBS 56台                       | 《周末熊新聞》                    | 與郭子乾、九孔共同主持                                                                                                  |
| 三立都會台                      | 《綜藝大熱門》                    | 與吳宗憲、Lulu共同主持                                                                                                  |
| 中視                            | 《熱舞時代》                      | 與吳怡霈共同主持 |
| 超視與東森綜合台                | 《列王大挑戰》                    | 與王仁甫共同主持 |
| 浙江卫视                        | 《挑战者联盟》                    | 與范冰冰、吳亦凡、李晨、林更新、董成鵬共同主持                                                                          |
| 中天綜合台                      | 《雅典納轟趴》                    | 與柳翰雅、納豆共同主持                                                                                                  |
| 衛視中文台                      | 《歌神請上車》                    | 與阿達、愛紗、小8共同主持                                                                                               |
| 愛奇藝                          | 《嗨到你紅了》                    | |
| 東森綜合台                      | 《公主我來了》                    | |
| 台視                            | 《台視17Q》                       | 與謝震武共同主持 |
| 中天綜合台、台視、ETtoday新聞雲 | 《菱格世代Dancing Diamond 52》    | 助教主持人 |
| 台視、三立都會台                | 《全明星運動會》                  | 固定班底，搭檔姚元浩、李玖哲、柯有倫、胡宇威                                                                            |
| 超視、東森綜合台                | 《請問 今晚住誰家》               | 與王傳一搭檔主持 |
| TVBS                            | 《原子少年Atom Boyz》             | 擔任助力導師 |
| 中視                            | 《2020年新竹縣跨年晚會》          | 主持人 |
| TVBS歡樂台                      | 《2022年臺東縣跨年晚會》          | 主持人 |
| LINE TV                         | 《百分之一相對論》                | 探員 |
| 台視                            | 《我的明星村長》                  | 村幹事 |
| 年代MUCH台 壹電視綜合台         | 《2024年新北市歡樂耶誕城》        | 主持人，搭檔徐有祥 |
| TVBS                            | 《明星製作公司》                  | 主持人，搭檔曾莞婷、Lulu、風田、楊銘威                                                                                  |

## 演出作品

### 劇集
| 年份   | 平台            | 劇名              | 角色            | 備註   |
| ------ | --------------- | ----------------- | --------------- | ------ |
| 2007年 | 台視/三立都會台 | 鬥牛，要不要      | 待業者          |        |
| 2008年 | 台視/三立都會台 | 無敵珊寶妹        | 凱文            |        |
| 2008年 | 中視            | 江湖.com          | 廖添盯          |        |
| 2009年 | 中視/八大綜合台 | 翻滾吧！蛋炒飯    | 高利貸（流氓a） | 客串   |
| 2009年 | 中視            | 老王同學會        | 王言璧          |        |
| 2013年 | 公視            | 穿越101           | 李子超          |        |
| 2013年 | 華視/衛視中文台 | K歌·情人·夢       | 嘻哈熱舞老師    |        |
| 2013年 | 中天綜合台      | PMAM              | 典哥            |        |
| 2015年 | 爱奇艺          | 星空中的潘朵拉    |                 | 网路剧 |
| 2016年 | 公視/東森超視   | 滾石愛情故事-味道 | 小段（段兆偉）  |        |
| 2016年 | 湖南卫视        | 相愛穿梭千年2     | 黃義春          | 客串   |
| 2017年 | 爱奇艺          | 姐姐好餓          | 小德張          | 網路劇 |
| 2017年 | 乐视            | 我的胡攪年代      | 胡攪            | 網路劇 |
| 2017年 | 优酷            | 生活大爆炒        | 蓝德            | 網路劇 |
| 2018年 | 爱奇艺          | 冰火奇緣          | 陳攻            | 網路劇 |
| 2019年 | 优酷            | 深渊行者          |                 | 客串   |
| 2020年 | 公視            | 訪客              | 余尚文          | 主演   |
| 2021年 | 台視/myVideo    | 2049－幸福話術    | 傅大楷          | 主演   |

### 電影
| 年份   | 片名                       | 角色                 |
| ------ | -------------------------- | -------------------- |
| 2010年 | 艋舺                       | 陳添財（狗仔孩）     |
| 2010年 | 戀愛通告又名《玩轉大明星》 | 魏志柏               |
| 2011年 | 翻滾吧！阿信               | 木瓜                 |
| 2012年 | 愛的麵包魂                 | 高秉宏（糕餅）       |
| 2012年 | 愛 LOVE                    | 小寬打工友人（客串） |
| 2012年 | 寶島雙雄                   | 艾相隨（旅行社導遊） |
| 2013年 | 我的美麗王國               | 彭海                 |
| 2014年 | 痞子英雄2：黎明再起        | 吸毒犯（片段刪減）   |
| 2016年 | 神廚                       | 方律師               |
| 2016年 | 全面失控                   |                      |
| 2017年 | 吃吃的愛                   | 王典典(典哥)         |
| 2017年 | 熱血少女(網絡電影)         | 林老師               |
| 2018年 | 猛蟲過江                   | 警察                 |
| 2019年 | 瘋狂電視台瘋電影           |                      |
| 2019年 | 就想和陌生人说话           |                      |
| 2019年 | 江湖無難事                 | 典哥                 |
| 2021年 | 大聖無雙(網絡電影)         | 孫悟空               |
| 2021年 | 王牌劍客(網絡電影)         | 簡客                 |
| 2024年 | 陌路無期                   | 陳漢生               |

### 微電影
| 年份   | 片名               | 角色 |
| ------ | ------------------ | ---- |
| 2013年 | 率性生活之末日逆襲 | 阿仁 |

### 舞台劇
- 2012年 屏風表演班《女兒紅》展雄
- 2020年 金星文創《明星養老院》阿德
- 2023年 春河劇團《叫我林彩香》陳一朗
- 2024年 笨鳥工作室 《沒有人想交作業》

### 動畫電影配音
| 年份   | 片名                         | 角色   |
| ------ | ---------------------------- | ------ |
| 2010年 | 馴龍高手（中文版）           | 小嗝嗝 |
| 2014年 | 馴龍高手2（中文版）          | 小嗝嗝 |
| 2019年 | 馴龍高手3（中文版）          | 小嗝嗝 |
| 2024年 | 加菲貓：農場大冒險（中文版） | 加菲貓 |

### 音乐录影带（MV）
- 2008年：郭靜《大玩笑》
- 2010年：江蕙《探戈探戈》
- 2017年：信《金都男》
- 2018年：孫燕姿《充氧期》
- 2020年：董事長樂團《好笑神》
- 2022年：許書豪《逼瓦特》
- 2022年：比莉x 周湯豪《什麼都不必說-2022 Remix 》
- 2023年：吳蓓雅 feat. soby《雨下起來》

## 音樂作品

### 單曲
| 年份       | 歌手                                                         | 歌曲名稱        | 備註                     |
| ---------- | ------------------------------------------------------------ | --------------- | ------------------------ |
| 2012年2月  | 陳漢典                                                       | 愛的麵包魂      | 電影《愛的麵包魂》主題曲 |
| 2012年2月  | 陳漢典、倪安東                                               | You are my baby | 電影《愛的麵包魂》片尾曲 |
| 2012年2月  | 陳漢典、倪安東、陳妍希                                       | 愛的麵包        | 電影《愛的麵包魂》片尾曲 |
| 2012年2月  | 陳漢典                                                       | 胃痛一百遍      | 電影《愛的麵包魂》插曲   |
| 2020年9月  | 吳宗憲、林柏昇、任賢齊、鐘昀呈、竇智孔、柯有倫、陳漢典、威廉 | 天堂有多遠？    | 藝人黃鴻升逝世紀念曲     |
| 2023年10月 | 陳漢典                                                       | SOLO SO LONG    |                          |
| 2025年7月  | 陳漢典                                                       | 我不會跳        |                          |

### EP
| 發行日期       | 專輯名稱   | 曲目                       |
| -------------- | ---------- | -------------------------- |
| 2018年11月13日 | 《先不要》 | 曲目 1. 先不要 2. 愛情有你 |

## 出版品

### 書籍
| 年份       | 書名                            | 出版社     | ISBN               |
| ---------- | ------------------------------- | ---------- | ------------------ |
| 2012年12月 | 《夢想晚典名：那些A咖教我的事》 | 平裝本出版 | ISBN 9789578038448 |

## 獎項紀錄
| 年份   | 獲提名         | 獎項                         | 結果 |
| ------ | -------------- | ---------------------------- | ---- |
| 2015年 | 《綜藝大熱門》 | 第50屆金鐘獎綜藝節目主持人獎 | 入圍 |
| 2017年 | 《綜藝大熱門》 | 第52屆金鐘獎綜藝節目主持人獎 | 入圍 |
| 2019年 | 《綜藝大熱門》 | 第54屆金鐘獎綜藝節目主持人獎 | 入圍 |
| 2020年 | 《綜藝大熱門》 | 第55屆金鐘獎綜藝節目主持人獎 | 入圍 |
| 2022年 | 《綜藝大熱門》 | 第57屆金鐘獎綜藝節目主持人獎 | 入圍 |
| 2023年 | 《綜藝大熱門》 | 第58屆金鐘獎綜藝節目主持人獎 | 獲獎 |
| 2024年 | 《綜藝大熱門》 | 第59屆金鐘獎綜藝節目主持人獎 | 入圍 |

## 外部連結
- 陳漢典的Facebook專頁
- 陳漢典的Instagram帳戶
- 陳漢典的新浪微博
- YouTube上的陳漢典頻道
- 陳漢典的TikTok
- 陳漢典在互联网电影资料库（IMDb）上的資料（英文）
- 陳漢典在香港影庫上的簡介
- 陳漢典在时光网上的簡介（简体中文）
- 陳漢典在豆瓣上的资料（简体中文）
- 陳漢典在台灣電影網上的資料（繁體中文）